# Johannes Chrysostomus Blaschkewitz
Johannes Chrysostomus Blaschkewitz OSB (* 27. Januar 1915 in Bely; † 3. Oktober 1981 in Niederalteich) war ein deutscher Ordensgeistlicher.

## Leben
Er legte die Profess in Niederaltaich am 27. Oktober 1947 ab und empfing die Priesterweihe in Rom am 1. Juni 1952 und die Archimandritenweihe in Rom am 4. Oktober 1979. Nach der Promotion am Pontificio Istituto Orientale 1955 zum Dr. theol. wurde er Dozent für Russische Kirchengeschichte an der Universität Salzburg. Er wurde in Niederaltaich am 7. Oktober 1981 beerdigt.

## Schriften (Auswahl)
- Die „Pomorskie Otvety“ als Denkmal der Anschauungen der russischen Altgläubigen gegen Ende des 1. Viertels des XVIII. Jahrhunderts. Rom 1957, OCLC 633129590.
- Die religiösen Kräfte in der russischen Geschichte. München 1961, OCLC 718301037.
- Patriarch Tichon 1917–1925. München 1965, OCLC 489701650.
- Das Moskauer Patriarchat ohne Patriarchen 1925–1943. München 1966, OCLC 872673089.
- Die russische Kirche in und nach dem Zweiten Weltkrieg. München 1968, OCLC 264728721.
- Kleine Kirchengeschichte Rußlands nach 1917. Freiburg im Breisgau 1968, OCLC 762048083.